# Hugo Morales
Hugo Alberto Morales (ur. 30 lipca 1974 w Buenos Aires) – argentyński piłkarz, grający podczas kariery na pozycji pomocnika.

## Kariera klubowa
Hugo Morales rozpoczął karierę w CA Huracán w 1991. W argentyńskiej ekstraklasie zadebiutował 3 marca 1991 w przegranym 0-2 meczu z Boca Juniors. W 1995 przeszedł do Club Atlético Lanús. W Lanúsem zdobył Copa CONMEBOL 1996, a rok później był jego finalistą. W 1999 przeszedł do hiszpańskiego drugoligowca CD Tenerife. W Tenerife zadebiutował 21 sierpnia 1999 w przegranym 0-2 meczu z UD Las Palmas w derbach Wysp Kanaryjskich. W 2001 awansował z Tenerife do Primera División. W hiszpańskiej ekstraklasie zadebiutował 26 sierpnia 2001 w przegranym 0-2 meczu z Deportivo Alavés. Tenerife nie zdołało się utrzymać w Primera División i po roku powróciło na zaplecze ekstraklasy. W trakcie sezonu 2002/03 Morales powrócił do Argentyny do Lanúsu. Ostatni raz w Tenerife wystąpił 24 listopada 2002 w zremisowanym 2-2 Sportingiem Gijón.
W latach 2003–2004 był zawodnikiem Independiente Avellaneda, w którym pożegnał się z argentyńską ekstraklasą, w której w latach 1991-2004 Morales rozegrał 259 meczów, w których strzelił 37 bramek. W latach 2004–2006 występował w Kolumbii. Najpierw w latach 2004-2006 był zawodnikiem Atlético Nacional, z którym zdobył mistrzostwo Kolumbii Apertura Finalisima 2005. W 2006 krótko był zawodnikiem Millonarios FC. Karierę zakończył w 2007 w Chile w Universidad Católica.
| Sezon     | Klub                     | Kraj      | Rozgrywki           | Mecze | Bramki |
| --------- | ------------------------ | --------- | ------------------- | ----- | ------ |
| 1990/91   | CA Huracán               | Argentyna | Primera División    | 12    | 4      |
| 1991/92   | CA Huracán               | Argentyna | Primera División    | 38    | 3      |
| 1992/93   | CA Huracán               | Argentyna | Primera División    | 38    | 6      |
| 1993/94   | CA Huracán               | Argentyna | Primera División    | 37    | 4      |
| 1994/95   | CA Huracán               | Argentyna | Primera División    | 35    | 6      |
| 1995/96   | Club Atlético Lanús      | Argentyna | Primera División    | 34    | 6      |
| 1996/97   | Club Atlético Lanús      | Argentyna | Primera División    | 32    | 4      |
| 1997/98   | Club Atlético Lanús      | Argentyna | Primera División    | 13    | 2      |
| 1998/99   | Club Atlético Lanús      | Argentyna | Primera División    | 31    | 4      |
| 1999/2000 | CD Tenerife              | Hiszpania | Segunda División    | 34    | 3      |
| 2000/01   | CD Tenerife              | Hiszpania | Segunda División    | 32    | 3      |
| 2001/02   | CD Tenerife              | Hiszpania | Primera División    | 18    | 1      |
| 2002/03   | CD Tenerife              | Hiszpania | Segunda División    | 5     | 0      |
| 2002/03   | Club Atlético Lanús      | Argentyna | Primera División    | 8     | 2      |
| 2003/04   | Independiente Avellaneda | Argentyna | Primera División    | 16    | 2      |
| 2004      | Atlético Nacional        | Kolumbia  | Categoría Primera A | 15    | 3      |
| 2005      | Atlético Nacional        | Kolumbia  | Categoría Primera A | 37    | 5      |
| 2006      | Atlético Nacional        | Kolumbia  | Categoría Primera A | 2     | 0      |
| 2006      | Millonarios FC           | Kolumbia  | Categoría Primera A | 10    | 3      |
| 2007      | Universidad Católica     | Chile     | Primera División    | 14    | 2      |

## Kariera reprezentacyjna
W reprezentacji Argentyny Morales zadebiutował 24 kwietnia 1996 w wygranym 3-1 meczu eliminacji Mistrzostwa Świata 1998 z Boliwią. Ostatni raz w reprezentacji Morales wystąpił 30 kwietnia 1997 w wygranym 2-1 meczu eliminacji Mistrzostwa Świata 1998 z Ekwadorem. Ogółem w barwach albicelestes wystąpił w 8 meczach, w których zdobył 2 bramki.
W 1991 uczestniczył w Młodzieżowe Mistrzostwa Świata. Na turnieju w Portugalii Argentyna odpadła w fazie grupowej a Morales wystąpił w dwóch meczach z Koreą Południową i Irlandią.
W 1996 uczestniczył w Igrzyskach Olimpijskich na których Argentyna zdobyła srebrny medal. Na turnieju w Atlancie wystąpił w czterech meczach z Portugalią, Hiszpania ponownie z Portugalią oraz w finale z Nigerią.
| Mecze i gole w reprezentacji | Mecze i gole w reprezentacji | Mecze i gole w reprezentacji | Mecze i gole w reprezentacji | Mecze i gole w reprezentacji | Mecze i gole w reprezentacji | Mecze i gole w reprezentacji |
| #                            | Data                         | Miasto                       | Przeciwnik                   | Gol                          | Wynik                        | Rozgrywki                    |
| ---------------------------- | ---------------------------- | ---------------------------- | ---------------------------- | ---------------------------- | ---------------------------- | ---------------------------- |
| 1.                           | 24.04.1996                   | Buenos Aires                 | Boliwia                      |                              | 3:1                          | El. MŚ                       |
| 2.                           | 02.06.1996                   | Quito                        | Ekwador                      |                              | 0:2                          | El. MŚ                       |
| 3.                           | 07.07.1996                   | Lima                         | Peru                         |                              | 0:0                          | El. MŚ                       |
| 4.                           | 01.09.1996                   | Buenos Aires                 | Paragwaj                     |                              | 1:1                          | El. MŚ                       |
| 5.                           | 09.10.1996                   | San Cristóbal                | Wenezuela                    | Gol                          | 5:2                          | El. MŚ                       |
| 6.                           | 15.12.1996                   | Buenos Aires                 | Chile                        |                              | 1:1                          | El. MŚ                       |
| 7.                           | 28.12.1996                   | Mar del Plata                | Jugosławia                   | Gol                          | 2:3                          | towarzyski                   |
| 8.                           | 30.04.1997                   | Buenos Aires                 | Ekwador                      |                              | 2:1                          | El. MŚ                       |